# Voulez-vous danser avec moi?
Voulez-vous danser avec moi? is een Franse film van Michel Boisrond uit 1959. De hoofdrollen worden gespeeld door Brigitte Bardot en Henri Vidal.

## Verhaal
Een getrouwde man wordt gechanteerd met zijn buitenechtelijk avontuurtje, nadat hij ruzie heeft gehad met zijn kersverse vrouw. Kort daarna wordt de chanterende vrouw vermoord in haar dansschool aangetroffen. Bardot's personage gaat undercover bij de dansschool om haar man vrij te pleiten van de misdaad en de echte dader te ontmaskeren.

## Rolverdeling
| Acteur             | Personage                  |
| ------------------ | -------------------------- |
| Brigitte Bardot    | Virginie Dandieu           |
| Henri Vidal        | Hervé Dandieu              |
| Dawn Addams        | Anita Florès               |
| Darío Moreno       | Florès                     |
| Georges Descrières | Gérard Lalemand            |
| Serge Gainsbourg   | Léon                       |
| Maria Pacôme       | Daisy (als Maria Pacome)   |
| François Chaumette | Joseph                     |
| Noël Roquevert     | Albert Decauville-Lachenée |
| Philippe Nicaud    | Daniel                     |
| Paul Frankeur      | Inspecteur Marchal         |
| Pascal Mazzotti    | Barman                     |

## Karakteristieken
Het tamelijk complexe misdaad-plot van Voulez-vous danser avec moi? zit logisch in elkaar. Het houdt de kijker gedurende de hele film in spanning, en wordt aan het einde helder verklaard. Er is een kleine rol voor Serge Gainsbourg.
Het verhaal speelt in een Parijse dansschool. Brigitte Bardot, aan het conservatorium geschoold als klassiek balletdanseres, toont in de film haar dansvaardigheid. De plot voert naar de Parijse homo- en travestietenwereld van 1959. Dit is vermeldenswaardig voor het Frankrijk van die tijd. Brigitte draagt in de film een rok met een specifiek ruitpatroon. Dit patroon staat in de modewereld nog steeds bekend als het 'Brigitte Bardot-ruitje'.

## Filmgeschiedenis
Brigitte Bardot was tijdens de opnamen in verwachting. Haar enige kind, een zoon, werd op 11 januari 1960 geboren. Hoofdrolspeler Henri Vidal overleed op 10 december 1959 aan een hartaanval, kort na het voltooien van deze film. Hij was toen 40 jaar, en getrouwd met de beroemde actrice Michèle Morgan.